# Saurogobio
A Saurogobio  a csontos halak (Osteichthyes) főosztályának sugarasúszójú halak (Actinopterygii)  osztályába, a pontyalakúak (Cypriniformes) rendjébe, a pontyfélék (Cyprinidae) családjába, és a Gobioninae alcsaládjába tartozó nem.

## Rendszerezés
A nemhez az alábbi 7 faj tartozik.
- Saurogobio dabryi
- Saurogobio dumerili
- Saurogobio gracilicaudatus
- Saurogobio gymnocheilus
- Saurogobio immaculatus
- Saurogobio lissilabris
- Saurogobio xiangjiangensis